# Princípio da integralidade em saúde
O princípio da integralidade em saúde, em sua descrição legal, refere-se ao conjunto de ações e serviços necessários para o tratamento integral da saúde, com foco nas medidas preventivas mas sem prejuízo das assistenciais. Trata-se, então, de princípio versando sobre a abrangência e a forma de prestação de serviços de saúde pelo Estado.  Entretanto, em respeito ao histórico do instituto e ao debate técnico-político em torno deste, a literatura do tema, liderada por Ruben Araújo de Mattos e adotada por outros autores, segmenta os estudos da integralidade em três perspectivas: suas dimensões da prática dos profissionais de saúde públicos ou privados, da mudança de comportamento institucional necessário para sua implementação, de sua aplicação como resposta governamental à problemas de saúde em políticas setoriais.
Esse princípio é diretriz da Constituição brasileira de 1988 para o Sistema Único de Saúde (art. 198, II), sendo também previsto na Lei Orgânica de Saúde de 1990 (art. 7º, II). Suas origens remontam ao Movimento de Reforma Sanitária brasileira, movimento que começou no ambiente universitário e se expandiu para se tornar uma bandeira política dos anos 70 e 80, opondo o modelo de saúde pública do governo militar em seus aspectos técnicos e políticos. A constitucionalização do princípio é considerada como um dos resultados da consolidação democrática no país. A instituição do Sistema Único de Saúde, além de universalizar a saúde, diversificou os serviços prestados à população, passando a incorporar aspectos de saúde desligados da noção de saúde, como o atendimento psicológico e tratamentos da medicina tradicional e complementar.

## Integralidade e a prática medicinal
A escola da medicina integral surgiu nos Estados Unidos e se desenvolveu, como oposição ao modelo de medicina previsto no Relatório de Flexner, de 1910, precognizando um modelo de medicina focado nos aspectos biológicos e de forma especializada, em detrimento dos psicológicos e sociais e da abordagem abrangente. Apesar dos ganhos de profundidade no estudo da medicina em reflexo ao relatório, a proposta gerou perdas de amplitude que precisavam ser remediados para melhor atender às necessidades da população.
Os estudos médicos, feitos de forma fragmentada, não proporcionavam uma perspectiva real da prática médica, que deveria voltar-se ao paciente e não somente à doença. Assim sendo, para esta escola, o médico que recebe um paciente não deve preocupar-se apenas com o problema que motivou a busca do auxílio médico. Seriam boas práticas de medicina a busca por diagnósticos precoces de demais problemas de saúde e a redução de fatores de risco. Além destes aspectos preventivos e dos curativos, é aspecto da integralidade o a abertura do profissional de saúde para o mapeamento de demais necessidades do paciente, como a simples necessidade de conversa.
Esta abordagem, apesar de integrar o conceito de integralidade, é insuficiente por seu foco exclusivo no contato do médico com seu paciente. Apesar da origem como princípio orientador do comportamento dos profissionais de saúde, a evolução histórica da integralidade também provocou a necessidade de mudanças institucionais.

## Princípio da integralidade e instituições de saúde
O reconhecimento da doutrina desenvolvida pela medicina integral no Brasil tem seu começo nos anos 70 e 80, não se consolidando como movimento institucionalmente organizado. Em um momento inicial, associou-se a ideia de integralidade à medicina preventiva. No entanto, o aprofundamento das discussões acerca do tema conduziu o debate à ideia de Saúde Pública, para o qual é insuficiente a concepção de medicina preventiva, focada principalmente na vacinação e na epidemiologia. O debate provoca uma concepção de saúde mais abrangente que o objeto de estudo da ciência médica.
No contexto do Sistema Nacional de Saúde, que precedeu o Sistema Único de Saúde (SUS), eram divididas as instituições responsáveis pela saúde pública e pela assistência médica, sendo a primeira de responsabilidade do Ministério da Saúde e a segunda do Ministério da Previdência Social. Os defensores desta sistemática argumentavam que o mapeamento das necessidades era diferente para cada órgão. A assistência médica seria regulado pela demanda espontânea da população, que procura de forma direta o tratamento. Para a saúde coletiva, no entanto, caberia a um corpo técnico descobrir os problemas típicos e propôr soluções viáveis.
Criticada tanto por não gerar uma política adequada quanto por concentração ineficiente de recursos nos hospitais, a doutrina da integralidade buscou defender a necessidade de desverticalização institucional dos serviços de saúde para atender melhor às necessidades uma população alvo. Seria, então, necessária a articulação entre as demandas programada e espontânea para que os serviços de saúde fossem efetivamente capazes de atender integralmente os usuários do sistema de saúde, grupo este mais amplo que os pacientes do sistema hospitalar.

## Resposta do governo e políticas especiais
A integralidade também é princípio que orienta a maneira com que o governo forma suas políticas de saúde e o seu conteúdo. Dentro de um sistema geral de saúde, por força do princípio, é necessária a criação de políticas especiais voltadas a problemas de saúde específicos e às necessidades diferenciadas de determinados setores sociais. O desenvolvimento desta compreensão está associado à interação entre movimentos sociais e instituições estatais. A relação entre estes impõe a alteração de escopo dos programas estatais para que estes efetivamente enfrentem o problema a que são voltados. Um exemplo é o Programa de Assistência Integral à Saúde da Mulher, que, por pressão do movimento feminista, modificou a perspectiva da política de saúde das mulheres de seu público materno-infantil para uma política mais ampla.
Também integra esta abordagem a compreensão mais ampla do governo de um problema de saúde especial. Para obedecer ao princípio da integralidade, deve um programa governamental tratar da prevenção, da assistência e das repercussões de um problema de saúde. Pode-se exemplificar com a política do câncer de mama não só ter a preocupação com a mastectomia, mas também com a cirurgia reparadora e a assistência psicológica à mulher. Nesta seara, uma política exemplar é a política para o HIV/AIDS no Brasil.